# Lycée Le Mirail
Pour les articles homonymes, voir Le Mirail.
 (avril 2021).
Le lycée Le Mirail ou lycée du Matin est un lycée français privé d'enseignement catholique sous contrat d'association avec l'Éducation nationale situé à Bordeaux. Il a la particularité de proposer des cours jusqu'en début d'après-midi, laissant le choix des activités les après-midi.

## Historique et situation
Le lycée privé d’enseignement général et technologique Le Mirail tient son nom d’une légende selon laquelle un soldat, à l’aide d’un miroir ou « mirail », serait venu délivrer Bordeaux d’un serpent dont le regard était mortel pour ceux qui le croisait.
Ancien hôtel particulier construit en 1650, il devient un lieu d’enseignement en 1850 grâce à la congrégation de la Sainte Famille qui souhaitait éduquer les jeunes filles du quartier.
En 1963, l’établissement passe sous contrat d’association avec l’État. Durant l'été 1993, le lycée du Mirail sert de décor à la scène du massacre de la Saint-Barthélemy dans le film de Patrice Chéreau, La Reine Margot

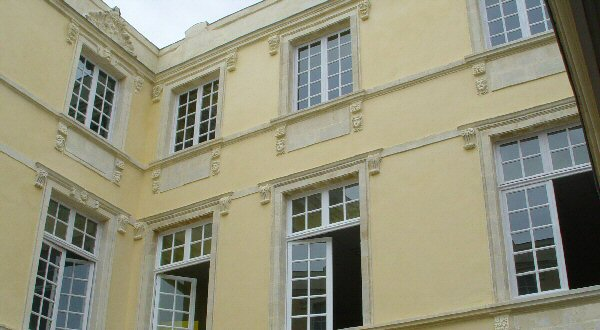
Cour intérieure.

Situé en plein centre ville de Bordeaux, le lycée Le Mirail est proche de la place de la Victoire et de la rue Sainte-Catherine, et se trouve à proximité des réseaux de la transports (tram, bus, gare) et des centres culturels (musée d'Aquitaine, Centre national Jean-Moulin de Bordeaux).

## Lycée du matin
Le lycée du Mirail développe une formule peu commune : « le lycée du matin ». Les élèves ont cours de 8h00 à 14h30 du lundi au vendredi avec une heure de pause déjeuner, et de 8h00 à 12h00 le samedi. Le volume d’heures correspond à celui demandé par l’Éducation nationale, seule la répartition des heures de cours change évitant les temps morts. Quant aux après midi ainsi libérées, les élèves les organisent à leur guise. Ils construisent leur propre programme d’activités et peuvent choisir entre :
- Les ateliers : encadrés par des professionnels les élèves se voient proposer un ensemble d’activités : bande dessinée, escalade, hip-hop, photographie, musculation, jutjitsu, infographie, badminton, argile... Une fois l’élève inscrit à un ou plusieurs de ces ateliers, sa présence est obligatoire.
- L’étude : les salles d’études sont ouvertes et accessibles librement aux élèves jusqu’à 17h00. Ces études peuvent devenir obligatoires à la demande des parents ou du conseil de classe.
- Le centre de documentation et d’information : les élèves peuvent aller travailler, lire, ou encore s’informer au CDI ouvert du lundi au vendredi de 8h00 à 17h00 sans interruption. Disposant d’un fonds d’ouvrages importants (romans, périodiques, documentaires), de postes multimédia, d’Internet, les élèves acquièrent peu à peu une certaine autonomie dans la recherche d’information.
- L’accompagnement personnalisé : des professeurs organisent des permanences auxquelles les élèves se rendent quand ils le souhaitent. Les professeurs sont à la disposition des élèves et peuvent revenir sur un point du cours, un exercice mal compris…
- Les activités périscolaires : club sportif, conservatoire…
- Le temps libre

Ces activités sont spécifiées à travers le contrat d’activités personnalisés (CAP) signé par les parents et l’élève, qui spécifie les jours où l’élève sera en atelier, en étude ou à la maison. Ce contrat est modifiable après chaque période de vacances.
Cette formule du « lycée du matin » facilite une meilleure organisation du temps de travail, des journées moins chargées permettant une « double réussite » : réussir ses études et assouvir ses passions.

## Formations proposées
L’établissement du lycée le Mirail offre un vaste choix de formation :
- Une seconde aménagée : cette seconde s’adresse à des élèves ayant des résultats trop faibles, à des élèves pour qui le redoublement ne serait pas profitable à l’issue de la troisième mais qui souhaitent poursuivre dans une voie générale. À l’issue de cette classe, les élèves iront en seconde générale et technologique classique, ou bien intégreront directement une première.
- Préparation aux séries générales L (littéraire, dont L arts plastiques), ES (économique et sociale), et S (scientifique). L’établissement propose un vaste choix de langues vivantes : anglais, allemand, chinois, espagnol, italien portugais et coréen.
- Préparation à la série technologique Sciences et Techniques du Design et des Arts Appliqués (STD2A). Les élèves peuvent dès la seconde prendre comme option Création et Culture Design. Cette filière devient un choix définitif en première STD2A. Ce baccalauréat permet de poursuivre ses études dans le domaine du design ou encore dans des écoles d’art.
- Une classe de mise à niveau en arts Appliqués - MANAA -.
- Une classe de BTS Design d'Espace.
- Une classe BTS DCEV (Design communication espaces et volumes)
- Une classe BTS Design Graphique option Médias imprimés

## Sources
- Jacques Mahuas, « Le matin séduit les lycéens », Sud Ouest, mars 2001.
- C. L., « Lycée du Mirail: jamais l'après-midi », Le Nouvel Observateur, novembre 2000.
- A. B., « Bordeaux invente le lycée du matin », Le Figaro, 5 septembre 2000.
- Aude Sérès, « Un lycée préfigure la réforme Darcos », Le Figaro,‎ 11 juin 2008
- Denis Peiron, « Les après-midi libres pour permettre aux lycéens de « grandir autrement » », La Croix,‎ 16 décembre 2009, p. 16